# キ26 (航空機)
キ26は、大日本帝国陸軍が試作した練習用滑空機（軍用グライダー）。製作は石川島飛行機が行った。

## 概要
1936年（昭和11年）1月に設計に着手し、同年6月に試作一号機が完成した。機体は上級滑空訓練を目的としたもので、主翼は直線翼。操縦席は複式操縦装置を有するタンデム複座だった。長期に渡って改造検討が行われたものの、日中戦争の勃発によって開発は中止され、試作機1機のみの製作に終わった。

## 諸元
- 全長：7.47 m
- 全幅：17.20 m
- 自重：208 kg
- 全備重量：348 kg
- 乗員：2名